# Tribunal de Execução de Penas de Porto
O Tribunal de Execução de Penas do Porto é um tribunal português especializado, sediado no Porto, com competência para a apreciação jurisdicional da execução das penas criminais. Tem jurisdição territorial sobre as comarcas de Aveiro, Braga, Bragança, Porto, Porto Este, Viana do Castelo e Vila Real.